# Mechanize (album)
Pour les articles homonymes, voir Mechanize.
Albums de Fear Factory
Transgression
(2005) The Industrialist
(2012)
Mechanize est le septième album du groupe de metal industriel américain Fear Factory, qui est sorti le 5 février 2010.

## Personnel
- Burton C. Bell : chant
- Dino Cazares : guitare
- Byron Stroud : basse et guitare
- Gene Hoglan : batterie
- Rhys Fulber : samples, claviers, programmation, mixage

## Pistes de l'album
1. Mechanize – 4:40
2. Industrial Discipline – 3:36
3. Fear Campaign – 4:52
4. Powershifter – 3:50
5. Christploitation – 4:57
6. Oxidizer – 3:43
7. Controlled Demolition – 4:24
8. Designing the Enemy – 4:52
9. Metallic Division – 1:28
10. Final Exit – 8:12
11. Crash Test (piste Bonus)